# 思い出通り雨 (曲)
「思い出通り雨/初恋」（おもいでとおりあめ/はつこい）は、ふきのとうが発売した、12枚目のシングル。

## 解説
両A面シングルとして発売された。

## 収録曲

### Side A
1. 思い出通り雨（3分53秒）
  - 作詞・作曲:山木康世／編曲:瀬尾一三

### Side B
1. 初恋（4分12秒）
  - 作詞・作曲:細坪基佳／編曲:瀬尾一三